# Kappa Arae
Kappa Arae (κ Ara / κ Arae) è una stella gigante gialla di magnitudine 5,2 situata nella costellazione dell'Altare. Dista 398 anni luce dal sistema solare.

## Osservazione
Si tratta di una stella situata nell'emisfero celeste australe. La sua posizione è fortemente australe e ciò comporta che la stella sia osservabile prevalentemente dall'emisfero sud, dove si presenta circumpolare anche da gran parte delle regioni temperate; dall'emisfero nord la sua visibilità è invece limitata alle regioni temperate inferiori e alla fascia tropicale. La sua magnitudine pari a 5,2 fa sì che possa essere scorta solo con un cielo sufficientemente libero dagli effetti dell'inquinamento luminoso.
Il periodo migliore per la sua osservazione nel cielo serale ricade nei mesi compresi fra maggio e settembre; nell'emisfero sud è visibile anche per gran parte della primavera, grazie alla declinazione boreale della stella, mentre nell'emisfero sud può essere osservata limitatamente durante i mesi estivi boreali.

## Caratteristiche fisiche
La stella è una gigante gialla; possiede una magnitudine assoluta di -0,23 e la sua velocità radiale positiva indica che la stella si sta allontanando dal sistema solare.

## Sistema stellare
Kappa Arae è un sistema multiplo formato da 3 componenti. La componente principale A è una stella di magnitudine 5,2. La componente B è di magnitudine 14,0, separata da 25,0 secondi d'arco da A e con angolo di posizione di 180 gradi. La componente C è di magnitudine 13,5, separata da 30,0 secondi d'arco da A e con angolo di posizione di 095 gradi.